# Croitorașul cel viteaz
Croitorașul cel viteaz (în germană Das tapfere Schneiderlein) este un basm german scris de frații Grimm. Basmul a fost publicat în anul 1812 în volumul intitulat „Kinder- und Hausmärchen“ (Povești pentru copii).

## Conținut
Figura principală din poveste este un croitor sărac, a cărui pățanie începe când ungea felia de pâine cu magiun. Supărat pe muștele care nu-l lasă să mănânce liniștit, cu un prosop omoară dintr-o lovitură șapte muște. Încântat de fapta lui, coase pe brâu "Șapte dintr-o lovitură". Această încripție îi va aduce o faimă și o bogăție neașteptată. Croitorașul ajunge în cele din urmă să ia fata împăratului de nevastă.

## Vezi și
- Povești nemuritoare, vol. 2

1. ↑  „Croitorașul cel viteaz”, Gemeinsame Normdatei